# Viorica Moisuc
Viorica Georgeta Pompilia Moisuc (ur. 8 kwietnia 1934 w Bukareszcie) – rumuńska polityk i historyk, była senator, w 2007 deputowana do Parlamentu Europejskiego.

## Życiorys
Ukończyła w 1956 studia na Wydziale Historii Uniwersytetu w Bukareszcie. W 1966 na tej samej uczelni uzyskała stopień doktora nauk historycznych. Była nauczycielką w liceum, od 1961 do 1997 pozostawała zawodowo związana z różnymi instytutami naukowymi Academia Română. W 1993 objęła stanowisko profesora na uniwersytecie w Konstancy, a w 1999 dyrektora centrum historycznego.
W 2002 przystąpiła do Partii Wielkiej Rumunii. W latach 2004–2008 z jej ramienia zasiadała w rumuńskim Senacie, reprezentując okręg Neamț.
Po przystąpieniu Rumunii do Unii Europejskiej 1 stycznia 2007 objęła mandat eurodeputowanej jako przedstawiciel PRM w delegacji krajowej. Została członkinią grupy Tożsamość, Tradycja i Suwerenność, a także Komisji Kultury i Edukacji. Z PE odeszła 9 grudnia 2007, kiedy to w Europarlamencie zasiedli deputowani wybrani w wyborach powszechnych.